# Pīrchūpān
Pīrchūpān (persiska: پیرچوپان) är en ort i Iran.   Den ligger i provinsen Östazarbaijan, i den nordvästra delen av landet, 500 km väster om huvudstaden Teheran. Pīrchūpān ligger 1 396 meter över havet och antalet invånare är 269.
Terrängen runt Pīrchūpān är huvudsakligen kuperad, men västerut är den platt.Runt Pīrchūpān är det ganska tätbefolkat, med 230 invånare per kvadratkilometer. Närmaste större samhälle är Āz̄arshahr, 15,2 km nordost om Pīrchūpān. Trakten runt Pīrchūpān består i huvudsak av gräsmarker.